# IC 854
IC 854 — галактика типу SBbc   R у сузір'ї Волосся Вероніки.
Цей об'єкт міститься в оригінальній редакції індексного каталогу.